# Nina Savina
Nina Savina (em russo:  Нина Васильевна Савина, São Petersburgo, 28 de setembro de 1915 – ?, 1965) foi uma canoísta de velocidade russa na modalidade de canoagem.

## Carreira
Foi vencedora da medalha de bronze em K-1 500 m em Helsínquia 1952.